# Kecskeméti KSE (kosárlabda)
A Kecskeméti KSE Kecskemét város korábbi férfi kosárlabda-csapata.

## Története
Először a Kecskeméti Petőfi nevet viselte az 1964-ben alapított kosárlabdacsapat, majd 1972-ben a KSC szakosztálya lett. 1966-tól az A-B csoportrendszer bevezetéséig stabil középcsapat volt, a nyolcvanas években az A és a B csoport között ingadozott, majd 1989-ben kiesett az NB II-be.
1991-től Univer KSE-ként volt ismert, az Univer KTE szakosztályaként. 2002-ben jutott vissza a kecskeméti csapat az első osztályba, mely után legnagyobb sikere a Magyar Kupa elnyerése volt 2006-ban. 2009-ben a csapatot tulajdonképpen feloszlatták. A város azonban nem maradt csapat nélkül, az újonnan megalakuló Kecskeméti SE egyik szakosztályaként szerepelt azóta az együttes.
2012-ben a szakosztály és az egyesület viszonya megromlott, a játékosok és a vezetőség az NB I/B csoportban működő Kecskeméti Főiskola csapatába igazoltak, amely KTE néven indult 2012-ben a másodosztályban; a Kecskeméti KSE kosárlabda-szakosztálya pedig jogutód nélkül megszűnt.

## A kupagyőztes csapat tagjai
Játékosok: Horváth Csaba, Gémes Levente, Bojan Lapov, Csorvási Milán, Chad McClendon, Mérész Csaba, Vida Máté, Halmai Tamás, Rytis Vaišvila, Srđan Jovanović, Tóth Péter, Cory Bradford, Tomasz Celej.
Vezetőedző: Meszlényi Róbert, edző: Forray Gábor

## Bajnoki helyezések az NB I/A csoportban
| Év        | Csapatnév         | Hely |
| --------- | ----------------- | ---- |
| 1965      | Kecskeméti Petőfi | 13.  |
|           |                   |      |
| 1967      | Kecskeméti Petőfi | 11.  |
| 1968      | Kecskeméti Petőfi | 5.   |
| 1969      | Kecskeméti Petőfi | 9.   |
| 1970      | Kecskeméti Petőfi | 9.   |
| 1971      | Kecskeméti Petőfi | 7.   |
| 1972      | Kecskeméti Petőfi | 7.   |
| 1973      | Kecskeméti SC     | 9.   |
| 1974      | Kecskeméti SC     | 9.   |
| 1975      | Kecskeméti SC     | 10.  |
| 1976      | Kecskeméti SC     | 6.   |
| 1977      | Kecskeméti SC     | 6.   |
| 1978      | Kecskeméti SC     | 11.  |
| 1979      | Kecskeméti SC     | 12.  |
| 1980–1981 | Kecskeméti SC     | 15.  |
| 1981–1982 | Kecskeméti SC     | 15.  |

| Év        | Csapatnév            | Hely |
| --------- | -------------------- | ---- |
| 1982–1983 | Kecskeméti SC        | 13.  |
| 1983–1984 | Kecskeméti SC        | 13.  |
|           |                      |      |
| 1985–1986 | Kecskeméti SC        | 10.  |
|           |                      |      |
| 1988–1989 | Kecskeméti SC        | 14.  |
|           |                      |      |
| 2002–2003 | Univer KSE           | 10.  |
| 2003–2004 | Univer KSE           | 7.   |
| 2004–2005 | Univer KSE           | 4.   |
| 2005–2006 | Univer KSE           | 6.   |
| 2006–2007 | Univer KSE           | 10.  |
| 2007–2008 | Univer Kecskemét     | 10.  |
| 2008–2009 | Univer Kecskemét     | 9.   |
| 2009–2010 | Kecskeméti KSE       | 7.   |
| 2010–2011 | T.O.M. Controll-KKSE | 5.   |
| 2011–2012 | Kecskeméti KSE       | 6.   |

## Visszavonultatott mez
A csapat visszavonultatta a 7-es számú mezt, a tragikus hirtelenséggel elhunyt Bogdán Balázs emlékére. A kaposvári születésű Balázst mindössze 23 évesen érte a halál otthonában, a napi edzés után, szívmegállás miatt.